# NGC 3048-1
NGC 3048-1 في الفهرس العام الجديد، هي مجرة، تقع في كوكبة الأسد. اكتشفت في 27 أبريل 1864 بواسطة ألبرت مارث.

## روابط خارجية
- NGC 3048-1 على موقع ويكي سكاي: DSS2, SDSS, GALEX, IRAS, Hydrogen α, X-Ray, Astrophoto, Sky Map, Articles and images